# Club Esportiu Andratx
El Club Esportiu Andratx és el club de futbol més representatiu d'Andratx (Serra de Tramuntana, Mallorca, Illes Balears). Va ser fundat l'any 1957 i és conegut principalment pel seu primer equip masculí, que juga a Segona Federació, la quarta categoria del futbol estatal. A més, té una dotzena d'equips al seu futbol base. El club disputa els seus partits al Camp Municipal de Sa Plana, al mateix municipi, inaugurat l'any 1924.
La categoria més alta on ha competit l'Andratx és la Segona Federació, participant-hi durant tres temporades. A més, va jugar 15 temporades a Tercera Divisió i una a Tercera Federació. Ha estat campió fins a cinc vegades, l'última la temporada 2022-23 a Tercera Federació. La majoria de les temporades, però, jugava a categories regionals.

## Història

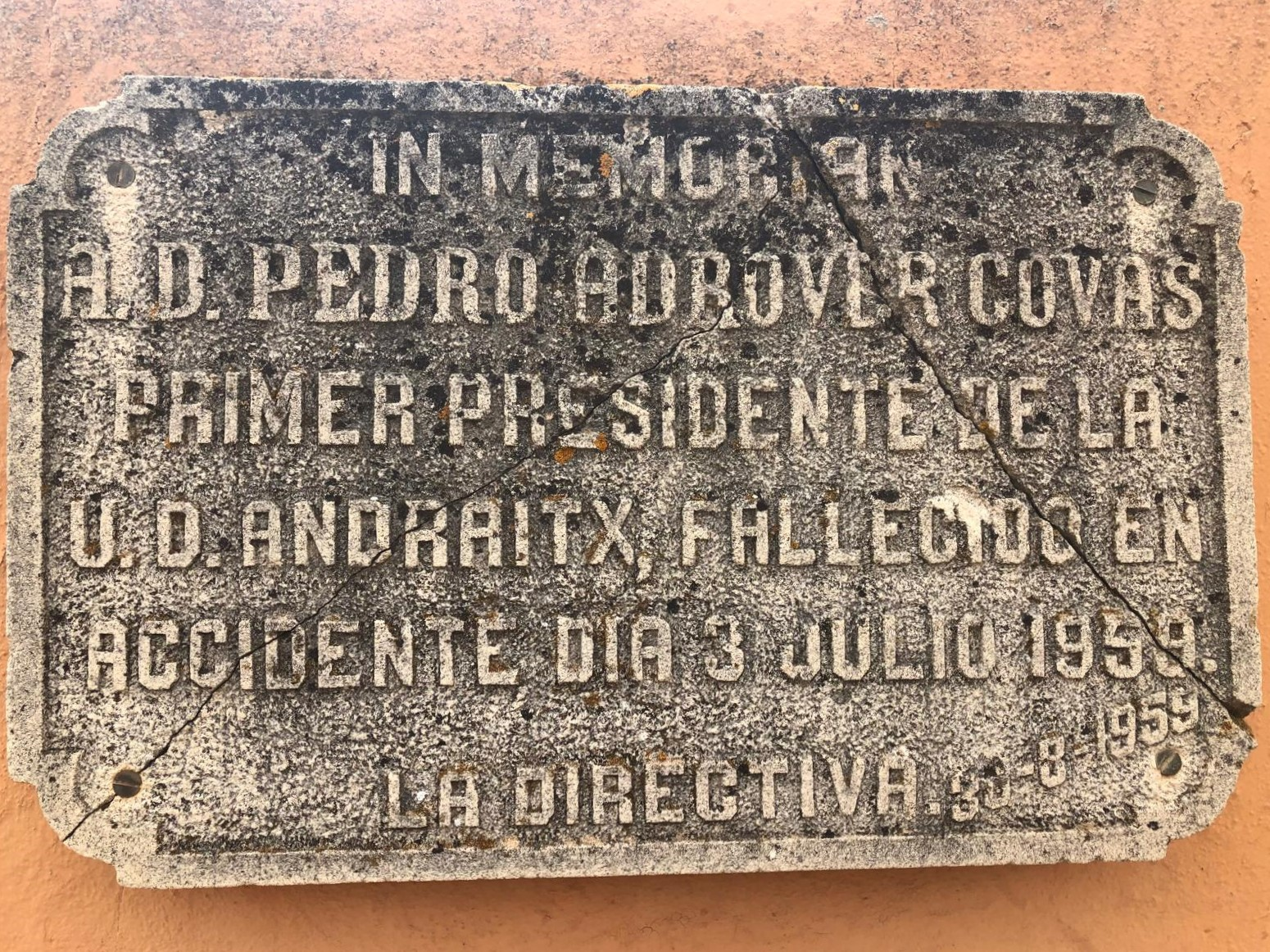
Placa commemorativa del primer president del CE Andratx al Camp de Sa Plana

### Evolució de nom
- Unión Deportiva Andraitx (1957-1967)
- Club Deportivo Andraitx (1967-1980)
- Club Deportivo Andratx (1980-1996)
- Club Esportiu Andratx (1996-present)[9]

### Inicis de futbol a Andratx
Després del naixement dels primers clubs de futbol mallorquins a Palma durant els primers anys del segle xx, l'any 1923 va néixer el primer club de futbol andritxol: Juventud Andritxola FC, club que seguiria el nom a Club Deportivo Andraitx el mateix any a desvincular-se de la societat recreativa Juventud Andritxola. Aquest club va impulsar la construcció del Camp Municipal de Sa Plana l'any 1924. El club es va dissoldre l'any 1930.
Altres clubs que s'han constituït a Andratx abans de la creació del club actual eren el Centre Recreatiu Cultural d'Andratx (1932), el CD Huracán (devers 1940-41), el CF Morralla (devers 1940-41) i la Sociedad Deportiva Andratx (1941). Cap equip andritxol mai va arribar a la Primera Categoria del Campionat de Balears de Futbol.

### Naixement del CE Andratx
A l'hivern de 1957, van néixer tres nous clubs de futbol a Andratx: el Club Deportivo Andraitx, el Club de Futbol S'Arracó (de S'Arracó) i el Club Morralla (del Port d'Andratx). Van decidir fusionar-se per crear un sol club més fort i representatiu pel poble d'Andratx, un club creat l'1 de juliol de 1957 sota el nom Unión Deportiva Andraitx.

### Resta delseglexx. Quatre ascensos a Tercera
Durant la major part del segle xx, l'Andratx jugava a divisions amateurs, però també va jugar unes temporades a Tercera Divisió, concretament deu temporades en diferents dècades sense mai participar en les promocions d'ascens. A més, va participar en diverses edicions de la Copa Uruguai, una competició important al seu moment.

### Anys 2000 i 2010. Un clàssic del futbol mallorquí
Ja al segle XXI, l'Andratx seguia jugant sobretot a Regional Preferent, excepte algunes temporades a Tercera Divisió. La dinàmica del club va canviar després de l'ascens a Tercera l'any 2019, perquè l'Andratx va obtenir la seva millor classificació a Tercera fins a aquest moment: 6è.

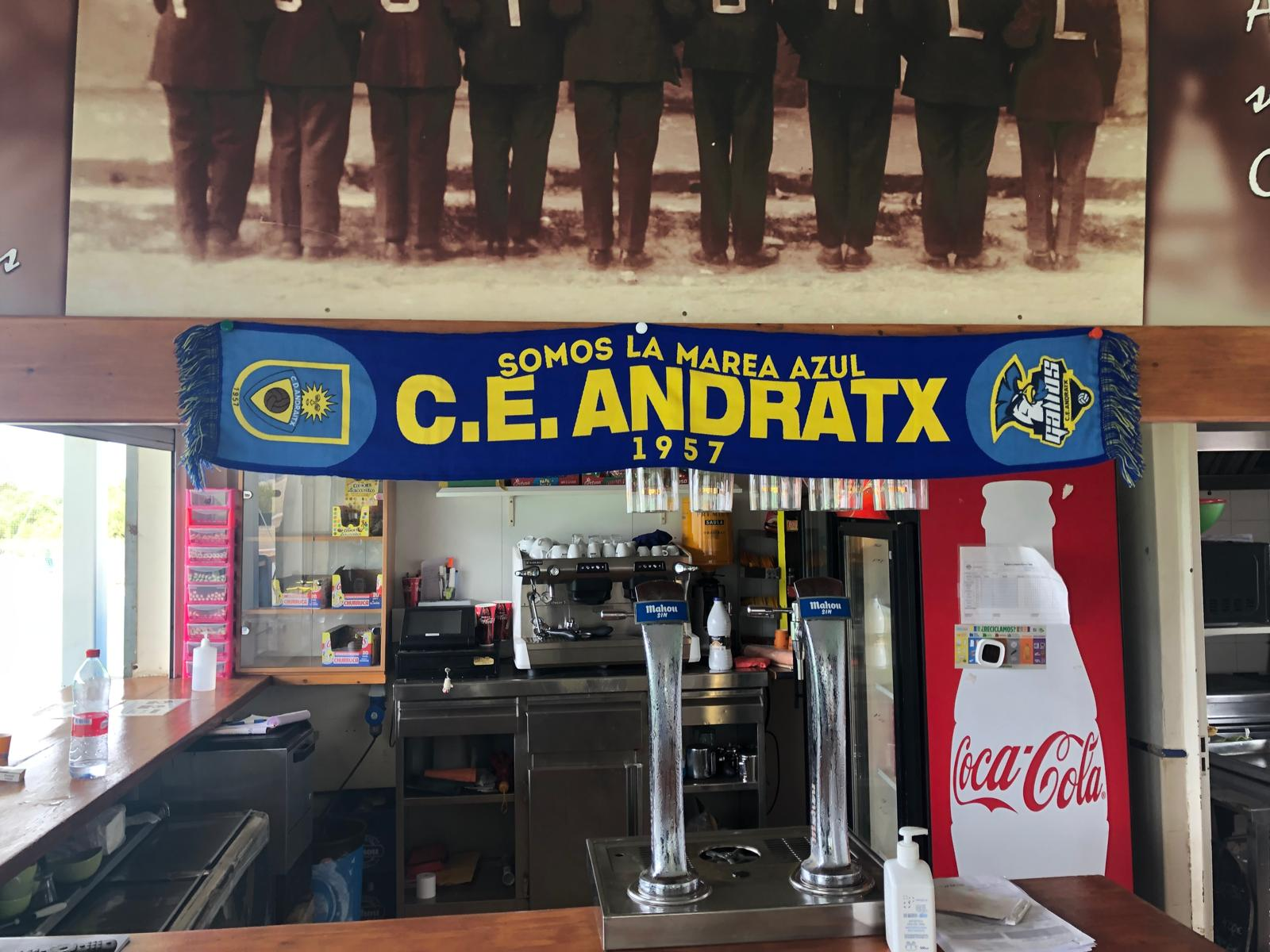
El bar del Camp de Sa Plana

### Anys 2020. L'època gloriosa
La temporada 2020-21, marcada per la pandèmia de COVID-19, va resultar encara millor. L'equip va finalitzar al segon lloc, que li donava l'ascens directe a la nova Segona Federació, una competició que s'inauguraria amb la presència de l'Andratx.
La temporada 2021-22, l'Andratx jugava per primer cop en lliga regular contra equips de la Península. Durant bona part de la temporada, l'equip mallorquí es trobava a la zona mitjana de la classificació, però finalment va acabar 14è i va baixar directament a Tercera.
La temporada 2022-23, debutant a Tercera Federació (formalment una competició nova, tot i considerar-se una continuació de la Tercera Divisió), el club va intentar tornar a la quarta categoria del futbol estatal, què va aconseguir proclamant-se campió de Tercera per primer cop dins la seva història.
La temporada 2023-24 començava d'una manera similar a la de dos anys abans, amb l'Andratx ocupant llocs per damunt de la zona de descens, però va acabar d'una manera diferent, que el club va assegurar la salvació classificant-se finalment al 12è lloc.

#### Paper històric a la Copa del Rei
L'Andratx va aconseguir passar la primera ronda de la Copa del Rei fins a dues ocasions, què va causar àmplia repercussió a escala estatal. La temporada 2021-22, el club mallorquí va eliminar el Reial Oviedo asturià (2-1 a Andratx), club que en aquest moment jugava a Segona Divisió. Després, però, l'Andratx va caure contra el Sevilla FC andalús, club de Primera Divisió, després d'una tanda de penals (1-1, 5-6 a penals, a Andratx).
Dues temporades després, concretament la temporada 2023-24, l'Andratx va tornar a arribar a la segona ronda eliminant la SD Tarazona aragonesa (3-2, després de la pròrroga, a Andratx). No obstant això, el club va perdre una ronda després contra la Reial Societat basca (0-1 a Andratx), una altra eliminatòria que es recorda com un dels partits més memorables dins la història del club.

## Símbols

### Escut
L'escut de l'Andratx ha romàs bàsicament el mateix des de la seva fundació l'any 1957. Un aspecte que ha anat variant és la presència o no del fons blau amb la frontera groga que avui en dia forma part de l'escut oficial del Club. Aquest fons no formava part de l'escut des del 1957 al 1977, des del 1980 al 1996 i des del 2010 al 2018. La part de l'escut que sempre ha estat present consisteix en el Sol (element tret de l'escut oficial d'Andratx) i una forma triangular amb el nom del Club i una pilota al seu centre.

### Colors
El color principal de l'Andratx és blau, color tradicional del Club que ja empra des del 1957. No obstant això, el disseny de la seva samarreta ha canviat al llarg dels anys i des de la dècada del 2010 s'han implementat detalls grocs a l'equipació.
| 1957-1982 | 1982-2019 | 2019-present |

### Himne
L'himne de l'Andratx va ser compost l'any 2016 per l'artista andritxol Bruno Sotos, que va compondre la música i va escriure la lletra en castellà. La lletra és la següent:
| Dicen que se agrietan las fachadas Que se besan con Sa Plana Cuando la tribuna canta Dicen que San Pedro Nos hizo fuertes Que nos protege un torrente Que nos arrastra a la buena suerte Somos la marea azul Atrapados por la luz De tu escudo y tu bandera Somos la marea azul Atrapados por la luz De tu escudo y tu bandera ¡Andratx, Andratx, Andratx, Andratx! | Dicen que se agrietan las fachadas Que se besan con Sa Plana Cuando la tribuna canta Dicen que San Pedro Nos hizo fuertes Que nos protege un torrente Que nos arrastra a la buena suerte Somos la marea azul Atrapados por la luz De tu escudo y tu bandera Somos la marea azul Atrapados por la luz De tu escudo y tu bandera ¡Andratx, Andratx, Andratx, Andratx! ¡Adiós! |

La traducció de la lletra a català és la següent:
| Diuen que s'esquerden les façanes Que es besen amb Sa Plana Quan la tribuna canta Diuen que Sant Pere Mos va fer forts Que mos protegeix un torrent Que ens arrossega a la bona sort Som la marea blava Atrapats per la llum Del teu escut i la teva bandera Som la marea blava Atrapats per la llum Del teu escut i la teva bandera Andratx, Andratx, Andratx, Andratx! | Diuen que s'esquerden les façanes Que es besen amb Sa Plana Quan la tribuna canta Diuen que Sant Pere Mos va fer forts Que mos protegeix un torrent Que ens arrossega a la bona sort Som la marea blava Atrapats per la llum Del teu escut i la teva bandera Som la marea blava Atrapats per la llum Del teu escut i la teva bandera Andratx, Andratx, Andratx, Andratx! Adeu! |

## Estadi

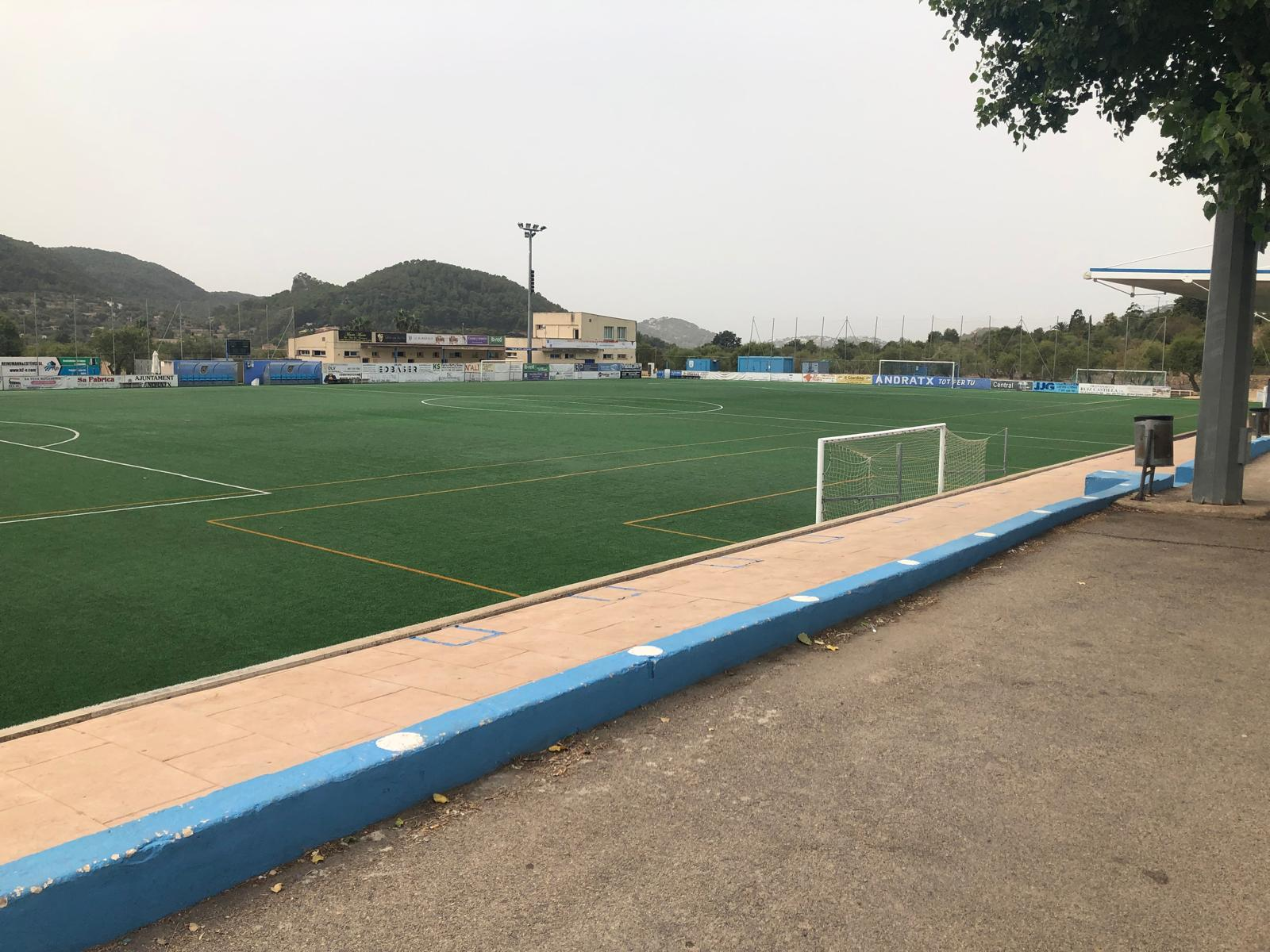
Camp Municipal de Sa Plana

L'Andratx juga els seus partits com a titular al Camp Municipal a Sa Plana, l'únic camp de futbol a Andratx des de 1924. Té una capacitat de 600 espectadors, és de gespa artificial i té unes dimensions de 100x63.

## Dades del club

### Temporades
- Temporades a Segona Federació (3): 2021-22 i 2023-24 a 2024-25
- Temporades a Tercera divisió (15): 1960-61 a 1961-62, 1979-80 a 1982-83, 1987-88, 1996-97 a 1998-99, 2006-07, 2008-09, 2012-13 i 2019-20 a 2020-21
- Temporades a Tercera Federació (1): 2022-23
- Temporades a Regional Preferent (31): 1976-77 a 1978-79, 1983-84 a 1986-87, 1988-89, 1990-91 a 1995-96, 1999-2000 a 2005-06, 2007-08, 2009-10 a 2011-12, 2013-14 a 2018-19
- Temporades a Primera Regional (15): 1958-59 a 1959-60, 1962-63, 1965-66 a 1975-76 i 1989-90
- Temporades a Segona Regional (3): 1957-58 i 1963-64 a 1964-65

### Classificacions a la Lliga espanyola
L'Andratx ha participat a un total de 19 temporades a categories estatals des de 1957: tres a Segona Federació, 15 a Tercera divisió i una a Tercera Federació, a més d'un total de 49 temporades a categories regionals sota diverses denominacions.
| - 1957-58: 2a Regional (1r) - 1958-59: 1a Regional (6è) - 1959-60: 1a Regional (2n) - 1960-61: 3a Divisió (9è) - 1961-62: 3a Divisió (10è) - 1962-63: 1a Regional (3r) - 1963-64: 2a Regional (2n) - 1964-65: 2a Regional (?) - 1965-66: 1a Regional (3r) - 1966-67: 1a Regional (6è) - 1967-68: 1a Regional (3r) - 1968-69: 1a Regional (10è) - 1969-70: 1a Regional (13è) - 1970-71: 1a Regional (5è) - 1971-72: 1a Regional (10è) - 1972-73: 1a Regional (8è) - 1973-74: 1a Regional (4t) - 1974-75: 1a Regional (4t) - 1975-76: 1a Regional (1r) - 1976-77: Reg. Preferent (12è) - 1977-78: Reg. Preferent (7è) | - 1978-79: Reg. Preferent (9è) - 1979-80: 3a Divisió (10è) - 1980-81: 3a Divisió (8è) - 1981-82: 3a Divisió (16è) - 1982-83: 3a Divisió (20è) - 1983-84: Reg. Preferent (2n) - 1984-85: Reg. Preferent (7è) - 1985-86: Reg. Preferent (7è) - 1986-87: Reg. Preferent (4è) - 1987-88: 3a Divisió (19è) - 1988-89: Reg. Preferent (19è) - 1989-90: 1a Regional (3r) - 1990-91: Reg. Preferent (10è) - 1991-92: Reg. Preferent (8è) - 1992-93: Reg. Preferent (10è) - 1993-94: Reg. Preferent (16è) - 1994-95: Reg. Preferent (2n) - 1995-96: Reg. Preferent (3r) - 1996-97: 3a Divisió (16è) - 1997-98: 3a Divisió (15è) - 1998-99: 3a Divisió (19è) | - 1999-00: Reg. Preferent (12è) - 2000-01: Reg. Preferent (13è) - 2001-02: Reg. Preferent (4t) - 2002-03: Reg. Preferent (3r) - 2003-04: Reg. Preferent (2n) - 2004-05: Reg. Preferent (8è) - 2005-06: Reg. Preferent (3r) - 2006-07: 3a Divisió (19è) - 2007-08: Reg. Preferent (4t) - 2008-09: 3a Divisió (20è) - 2009-10: Reg. Preferent (4t) - 2010-11: Reg. Preferent (3r) - 2011-12: Reg. Preferent (2n) - 2012-13: 3a Divisió (17è) - 2013-14: Reg. Preferent (1r) - 2014-15: Reg. Preferent (6è) - 2015-16: Reg. Preferent (5è) - 2016-17: Reg. Preferent (16è) - 2017-18: Reg. Preferent (4t) - 2018-19: Reg. Preferent (1r) - 2019-20: 3a Divisió (6è) | - 2020-21: 3a Divisió (2n) - 2021-22: 2a Federació (14è) - 2022-23: 3a Federació (1r) - 2023-24: 2a Federació (12è) - 2024-25: 2a Federació |

- - Campionat de lliga

- - Ascens

- - Descens

### Classificacions a la Copa del Rei
El club s'ha classificat per a jugar la fase final del torneig estatal a dues ocasions.
- 2021-22: 2a ronda
- 2023-24: 2a ronda

## Palmarès

### Tornejos estatals
- Tercera Federació (1): 2022-23

### Tornejos regionals
- Regional Preferent (3): 1975-76, 2013-14, 2018-19
- Segona Regional (1): 1957-58

## Primer equip

### Plantilla 2024-25
Plantilla del primer equip masculí la 2024-25.
| N. | Pos. | Nac. | Jugador        |
| -- | ---- | --- | -------------- |
| 1  | POR  | [[Fitxer:Flag of the Balearic Islands.svg\|23x15px\|border \|alt=Illes Balears\|link=Selecció de futbol de les Illes Balears\|{{#if:\|]] | Toni Dols      |
| 2  | DEF  | [[Fitxer:Flag of the Balearic Islands.svg\|23x15px\|border \|alt=Illes Balears\|link=Selecció de futbol de les Illes Balears\|{{#if:\|]] | Adrià Nicoli   |
| 3  | DEF  | [[Fitxer:Flag of Andalucía.svg\|23x15px\|border \|alt=Andalusia\|link=Selecció de futbol d'Andalusia\|{{#if:\|]]                         | Javi Sánchez   |
| 4  | DEF  | [[Fitxer:Flag of the Balearic Islands.svg\|23x15px\|border \|alt=Illes Balears\|link=Selecció de futbol de les Illes Balears\|{{#if:\|]] | Ismael Estévez |
| 5  | DEF  | [[Fitxer:Flag of the Balearic Islands.svg\|23x15px\|border \|alt=Illes Balears\|link=Selecció de futbol de les Illes Balears\|{{#if:\|]] | Kevin García   |
| 6  | DEF  | [[Fitxer:Flag of the Balearic Islands.svg\|23x15px\|border \|alt=Illes Balears\|link=Selecció de futbol de les Illes Balears\|{{#if:\|]] | Xisco Garí     |
| 7  | DAV  | [[Fitxer:Flag of the Balearic Islands.svg\|23x15px\|border \|alt=Illes Balears\|link=Selecció de futbol de les Illes Balears\|{{#if:\|]] | Miquel Alorda  |
| 8  | MIG  | [[Fitxer:Flag of the Balearic Islands.svg\|23x15px\|border \|alt=Illes Balears\|link=Selecció de futbol de les Illes Balears\|{{#if:\|]] | Xavi Bauzà     |
| 9  | DAV  | [[Fitxer:Flag of the Balearic Islands.svg\|23x15px\|border \|alt=Illes Balears\|link=Selecció de futbol de les Illes Balears\|{{#if:\|]] | Adrián Flaqué  |
| 10 | MIG  | [[Fitxer:Flag of the Balearic Islands.svg\|23x15px\|border \|alt=Illes Balears\|link=Selecció de futbol de les Illes Balears\|{{#if:\|]] | Miquel Llabrés |
| 11 | DEF  | [[Fitxer:Flag of the Balearic Islands.svg\|23x15px\|border \|alt=Illes Balears\|link=Selecció de futbol de les Illes Balears\|{{#if:\|]] | Miquel Jaume   |
| 12 | MIG  | [[Fitxer:Flag of the Balearic Islands.svg\|23x15px\|border \|alt=Illes Balears\|link=Selecció de futbol de les Illes Balears\|{{#if:\|]] | Alberto García |

| N. | Pos. | Nac. | Jugador           |
| -- | ---- | --- | ----------------- |
| 13 | POR  | [[Fitxer:Flag of the Balearic Islands.svg\|23x15px\|border \|alt=Illes Balears\|link=Selecció de futbol de les Illes Balears\|{{#if:\|]] | Elías Ramírez     |
| 14 | DEF  | [[Fitxer:Flag of the Balearic Islands.svg\|23x15px\|border \|alt=Illes Balears\|link=Selecció de futbol de les Illes Balears\|{{#if:\|]] | Marc García       |
| 15 | MIG  | [[Fitxer:Flag of the Region of Murcia.svg\|23x15px\|border \|alt=Regió de Múrcia\|link=Selecció de futbol de Múrcia\|{{#if:\|]]          | Lalo Hernández    |
| 16 | DAV  | [[Fitxer:Flag of the Balearic Islands.svg\|23x15px\|border \|alt=Illes Balears\|link=Selecció de futbol de les Illes Balears\|{{#if:\|]] | Javi Sánchez      |
| 17 | DAV  | [[Fitxer:Flag of the Balearic Islands.svg\|23x15px\|border \|alt=Illes Balears\|link=Selecció de futbol de les Illes Balears\|{{#if:\|]] | Jaume Vidal       |
| 18 | DEF  | [[Fitxer:Flag of Galicia.svg\|23x15px\|border \|alt=Galícia\|link=Selecció de futbol de Galícia\|{{#if:\|]]                              | Javier Hermelo    |
| 19 | DAV  | [[Fitxer:Flag of the Balearic Islands.svg\|23x15px\|border \|alt=Illes Balears\|link=Selecció de futbol de les Illes Balears\|{{#if:\|]] | Pablo Gálvez      |
| 20 | DEF  | [[Fitxer:Flag of the Balearic Islands.svg\|23x15px\|border \|alt=Illes Balears\|link=Selecció de futbol de les Illes Balears\|{{#if:\|]] | Alberto Sastre    |
| 21 | DEF  | [[Fitxer:Flag of the Balearic Islands.svg\|23x15px\|border \|alt=Illes Balears\|link=Selecció de futbol de les Illes Balears\|{{#if:\|]] | David Valverde    |
| 22 | DAV  | [[Fitxer:Flag of the Balearic Islands.svg\|23x15px\|border \|alt=Illes Balears\|link=Selecció de futbol de les Illes Balears\|{{#if:\|]] | Adrián Turmo      |
| 23 | DAV  | [[Fitxer:Flag of the Balearic Islands.svg\|23x15px\|border \|alt=Illes Balears\|link=Selecció de futbol de les Illes Balears\|{{#if:\|]] | Juanmi Durán      |
| 24 | MIG  | [[Fitxer:Flag of Germany.svg\|23x15px\|border \|alt=Alemanya\|link=Selecció de futbol d'Alemanya\|{{#if:\|]]                             | Christofer Böhmer |

## Directiva
Durant la temporada 2024-25, la junta directiva del Club està formada pels següents membres:
- President: Rafael Ribot Muñoz
- Vicepresident: Antoni Mir Salvà
- Secretari: Alejandro Martín López
- Tresorera: Sílvia Alina Aguiló Moll
- Vocal: Salvador Llabrés
- Vocal: Antònia Vallejo Mateo
- Vocal: Gabriel Tomàs Francisco
- Vocal: José Lorente Garcia
- Vocal: Denis Gorgen Sánchez

## Jugadors destacats
- Rubén Nova
- Lucas Aveldaño
- Kevin García
- José Luis Rondo